# Bing (společnost)
Bing, nebo též Gebrüder Bing (v překladu „Bratři Bingové“), byla německá společnost vyrábějící hračky, kterou založili v roce 1863 ve městě Norimberk dva bratři, Ignác a Adolf Bing. Společnost původně vyráběla kuchyňské potřeby, byla však známá zejména pro své modely vláčků a jejich parní verze.
V roce 1932 uprchli bratři Bingové kvůli vzestupu Adolfa Hitlera do Anglie, protože byli židovského vyznání. O rok později společnost zanikla.

## Galerie

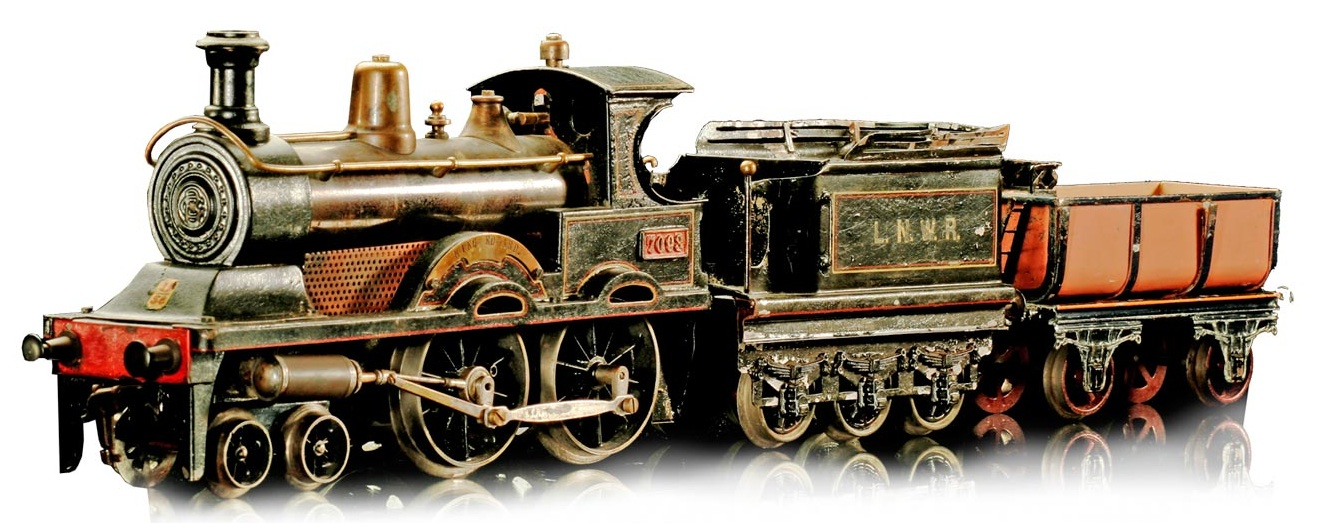
Parní model vláčku King Edward
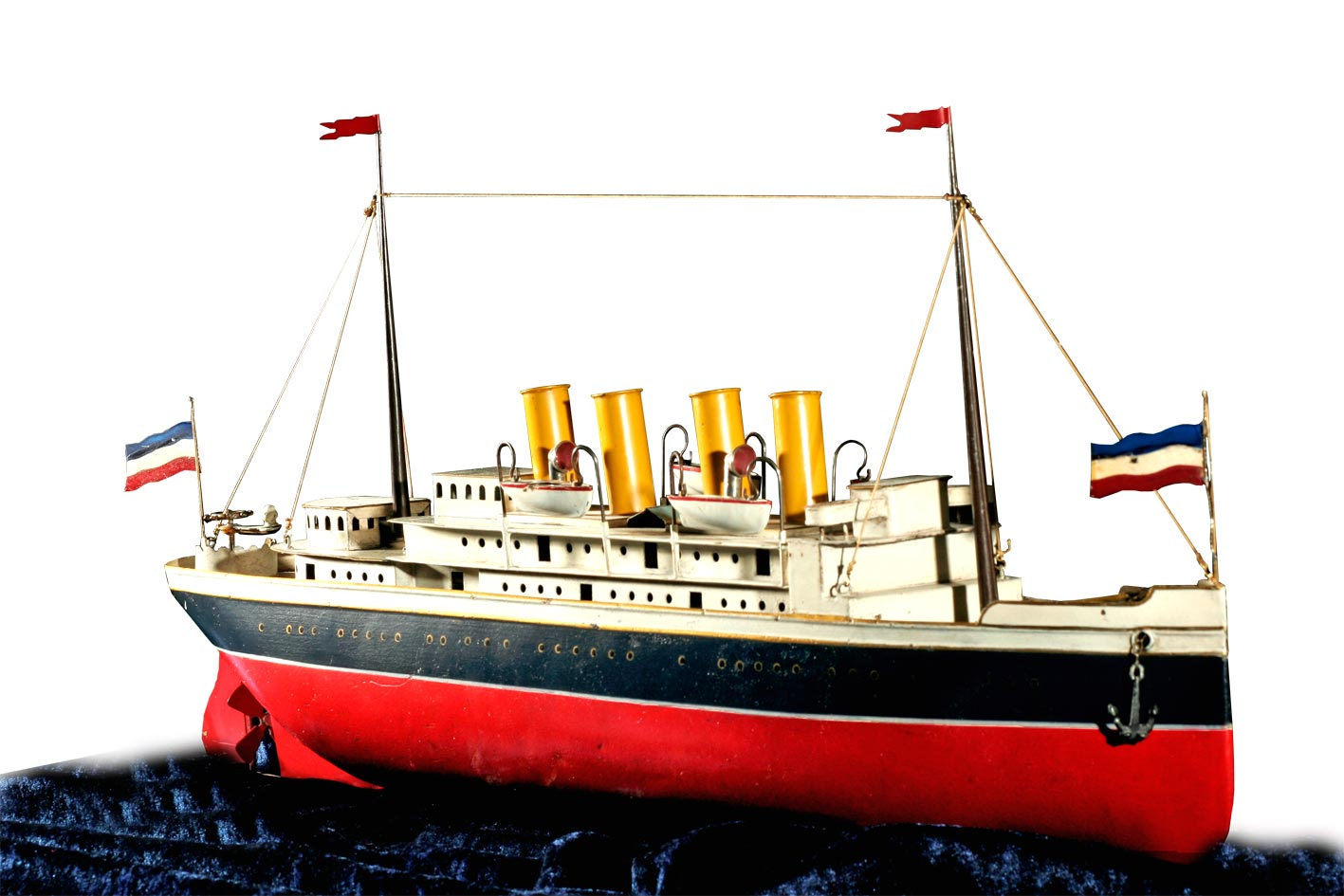
Zaoceánský parník
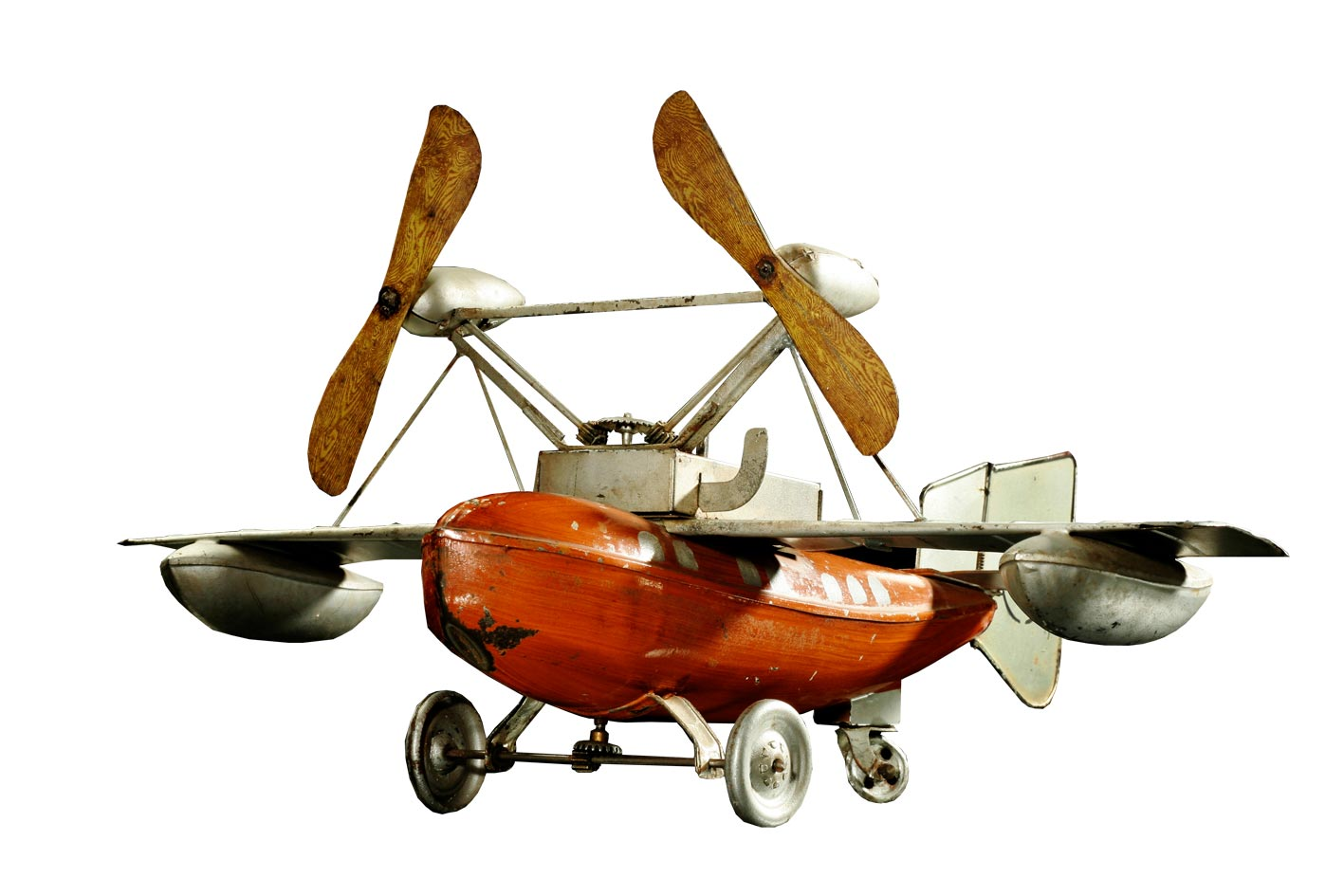
Létající člun